# Пелікан (Вісконсин)
Пелікан (англ. Pelican) — місто (англ. town) в США, в окрузі Онейда штату Вісконсин. Населення — 2809 осіб (2020).

## Демографія
Згідно з переписом 2010 року, у місті мешкали 2764 особи в 1183 домогосподарствах у складі 820 родин. Було 1715 помешкань
Расовий склад населення:
| - 96,9 % — білих - 1,0 % — корінних американців - 0,4 % — азіатів |

До двох чи більше рас належало 1,4 %. Частка іспаномовних становила 0,9 % від усіх жителів.
За віковим діапазоном населення розподілялося таким чином: 19,3 % — особи молодші 18 років, 62,3 % — особи у віці 18—64 років, 18,4 % — особи у віці 65 років та старші. Медіана віку мешканця становила 46,7 року. На 100 осіб жіночої статі у місті припадало 107,0 чоловіків;  на 100 жінок у віці від 18 років та старших — 105,6 чоловіків також старших 18 років.
Середній дохід на одне домашнє господарство  становив 71 928 доларів США (медіана — 61 289), а середній дохід на одну сім'ю — 83 063 долари (медіана — 71 680). Медіана доходів становила 48 879 доларів для чоловіків та 45 833 долари для жінок. За межею бідності перебувало 9,2 % осіб, у тому числі 7,0 % дітей у віці до 18 років та 15,9 % осіб у віці 65 років та старших.
Цивільне працевлаштоване населення становило 1313 осіб. Основні галузі зайнятості: освіта, охорона здоров'я та соціальна допомога — 32,4 %, роздрібна торгівля — 15,5 %, виробництво — 12,3 %.